# Youkaguir
Cet article concerne la langue youkaguire. Pour le peuple youkaguir, voir Youkaguirs.
Le youkaguir (également écrit youkaghir ou youkaghire, en russe : юкагирский язык) est une langue (ou un groupe de langues) parlée dans l'Extrême-Orient russe, par le peuple youkaguir vivant principalement dans le bassin de la Kolyma. Le nombre de locuteurs est estimé à environ 200 personnes.
Sa parenté est controversée, certains linguistes considérant le youkaguir comme un isolat, d'autres le rapprochant des langues ouraliennes avec lesquelles ils formerait un phylum ouralo-youkaguir.

## Dialectes
Le youkaguir se partage aujourd'hui entre deux langues principales : le youkaguir de la toundra ou youkaguir du Nord et le youkaguir de la Kolyma ou youkaguir du sud.
On a connaissance d'une troisième et d'une quatrième langues au XVIIIe siècle, le tchouvane et l'omok.